# Bród Kamienny (Ukraina)
Bród Kamienny (ukr. Кам'яний Брід) – osiedle typu miejskiego na Ukrainie w rejonie baranowskim obwodu żytomierskiego.

## Historia
Osiedle typu miejskiego od 1938.
W 1989 roku liczyło 2799 mieszkańców.
W 2013 roku liczyło 2602 mieszkańców.